# Micromidia atrifrons
Micromidia atrifrons – gatunek ważki z rodziny Synthemistidae. Endemit Australii; występuje w północno-wschodniej Nowej Południowej Walii i wschodnim Queenslandzie.